# Cynthia
Cynthia — підрід кольорових булавовусих метеликів роду Ванесс родини Сонцевиків. Добре відомі по всьому світі.
До групи належать
- Сонцевик будяковий
- Сонцевик австралійський[en]
- Сонцевик американський[en]
- Сонцевик західний[en]

## Тривалість життя
Тривалість життя метеликів підроду Cynthia становить 2—4 тижні. Ці метелики переходять повне перетворення, що недавно задовели за допомогою методу мікротомографії.

## Порівняння

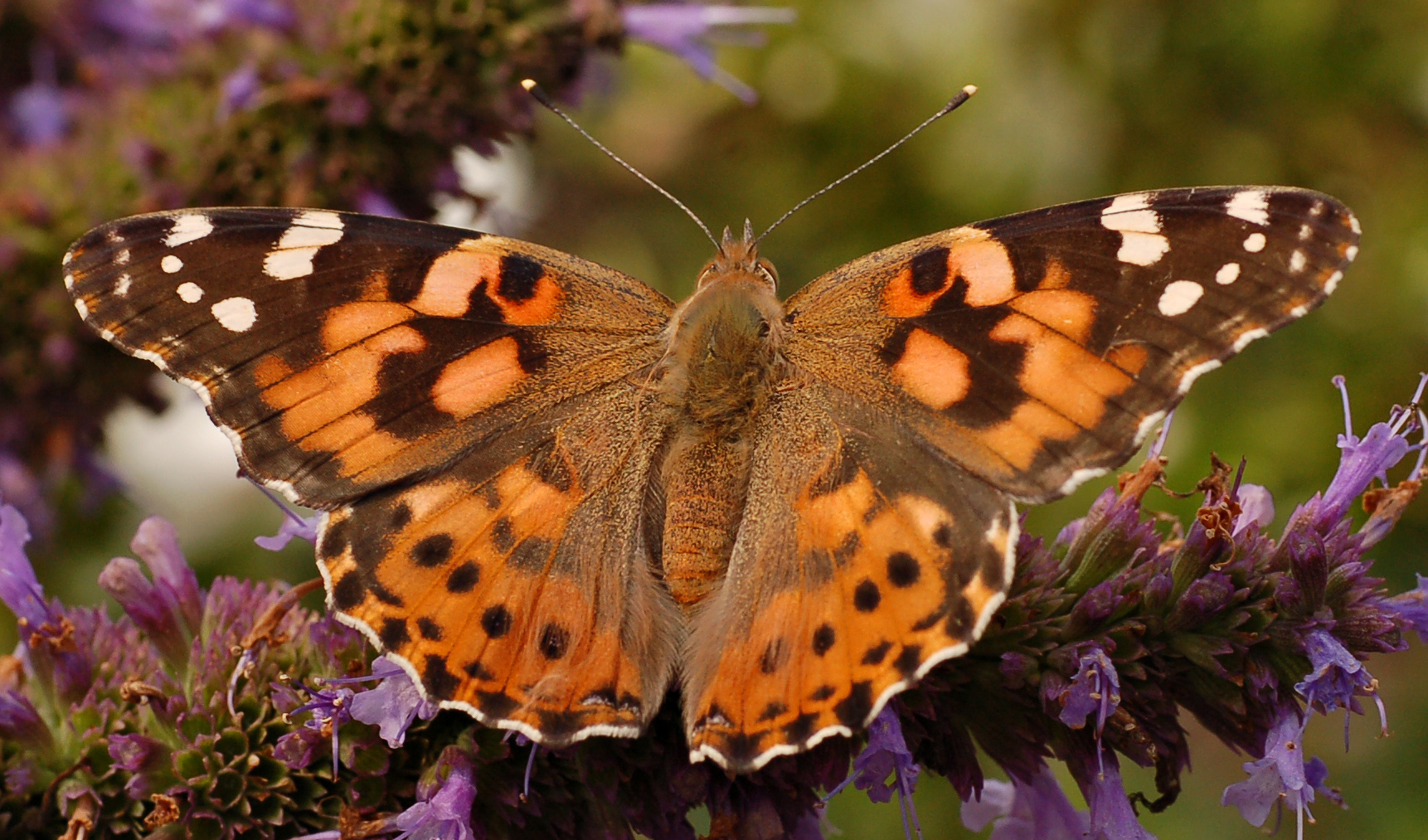
Сонцевик будяковий
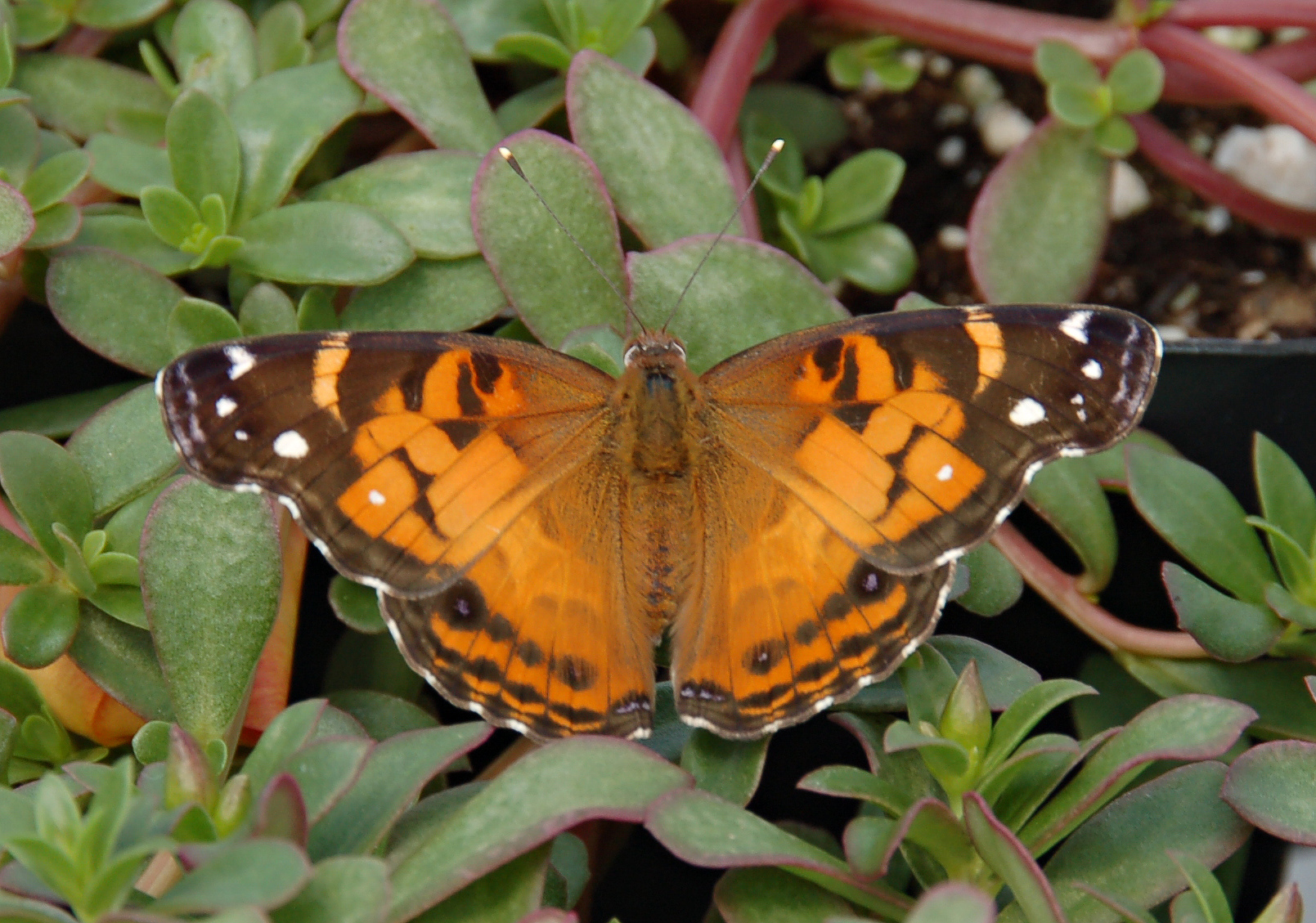
Сонцевик американський[en]
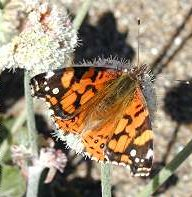
Сонцевик західний[en]
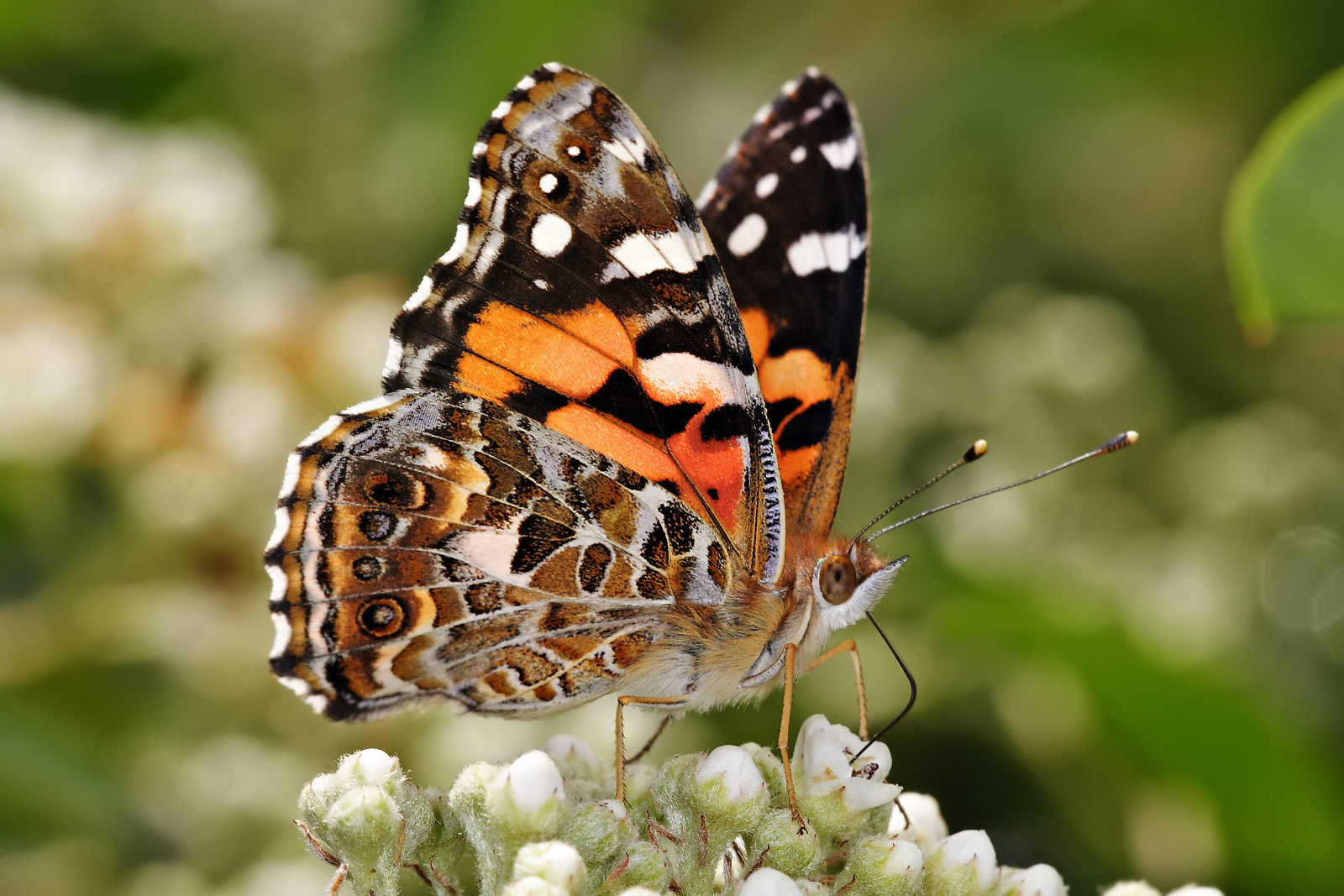
Сонцевик австралійський[en]